# Federazione pallavolistica dell'Albania
La Federazione albanese di pallavolo (alb. Federata Shqiptare e Volejbollit, FSHV) è un'organizzazione fondata per governare la pratica della pallavolo, ed in seguito del beach volley, in Albania.
Organizza il campionato maschile e femminile, e pone sotto la propria egida la nazionale maschile e femminile.
Ha aderito alla FIVB nel 1949.